# Carnaval de Bâle

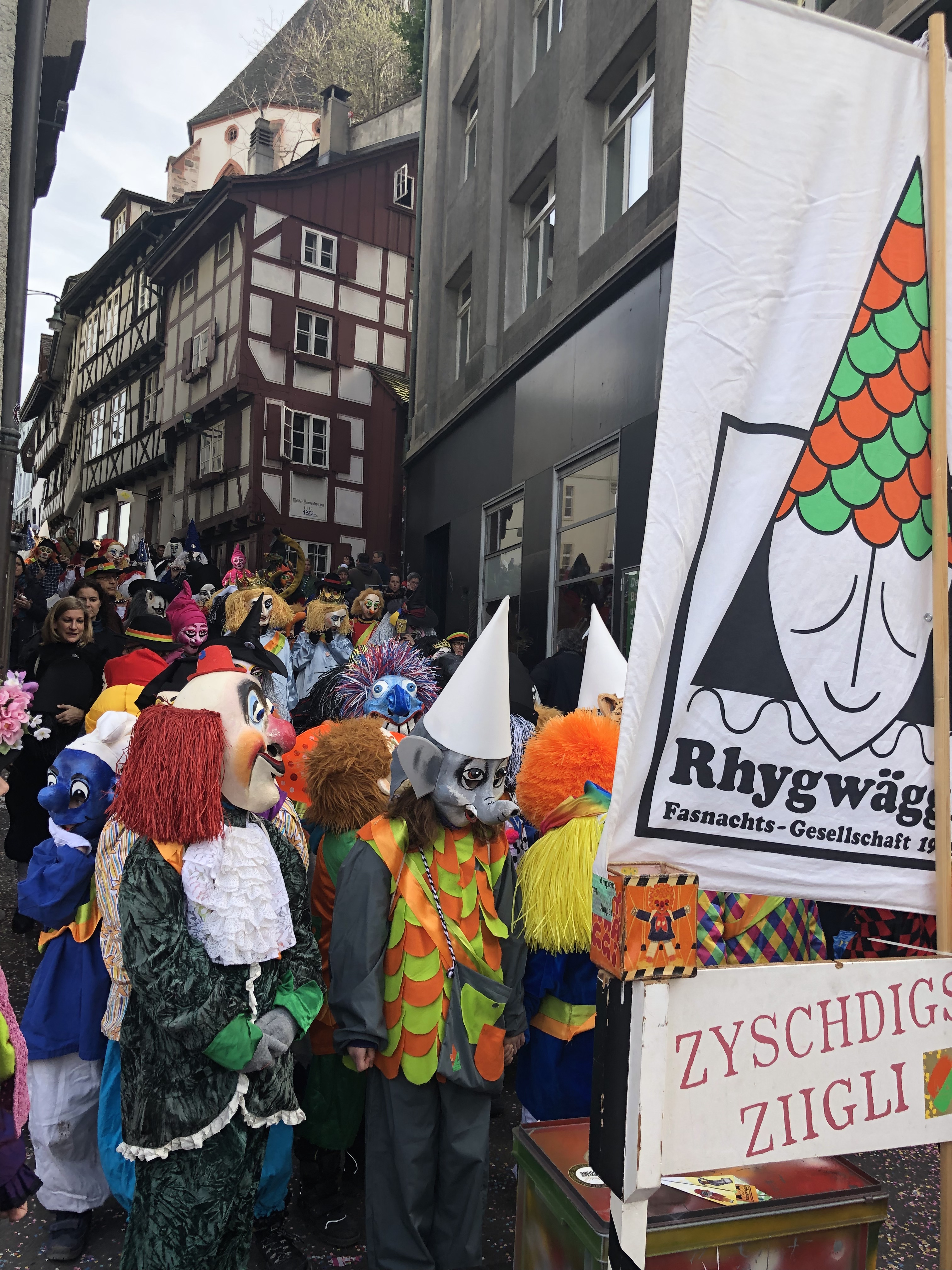
Carnaval de Bâle 2019.

Le carnaval de Bâle a lieu chaque année à Bâle, en Suisse. Il commence le lundi suivant le mercredi des Cendres à 4 h du matin avec le Morgestraich (de) (ou Morgenstreich), un défilé de lanternes. Les festivités durent exactement 72 h et se terminent le jeudi à 4 h. Des cliques composées de fifres et de tambours déambulent dans les rues de la ville, envahissent les pintes et les commerces. Le carnaval est aussi connu pour ses poèmes satiriques.

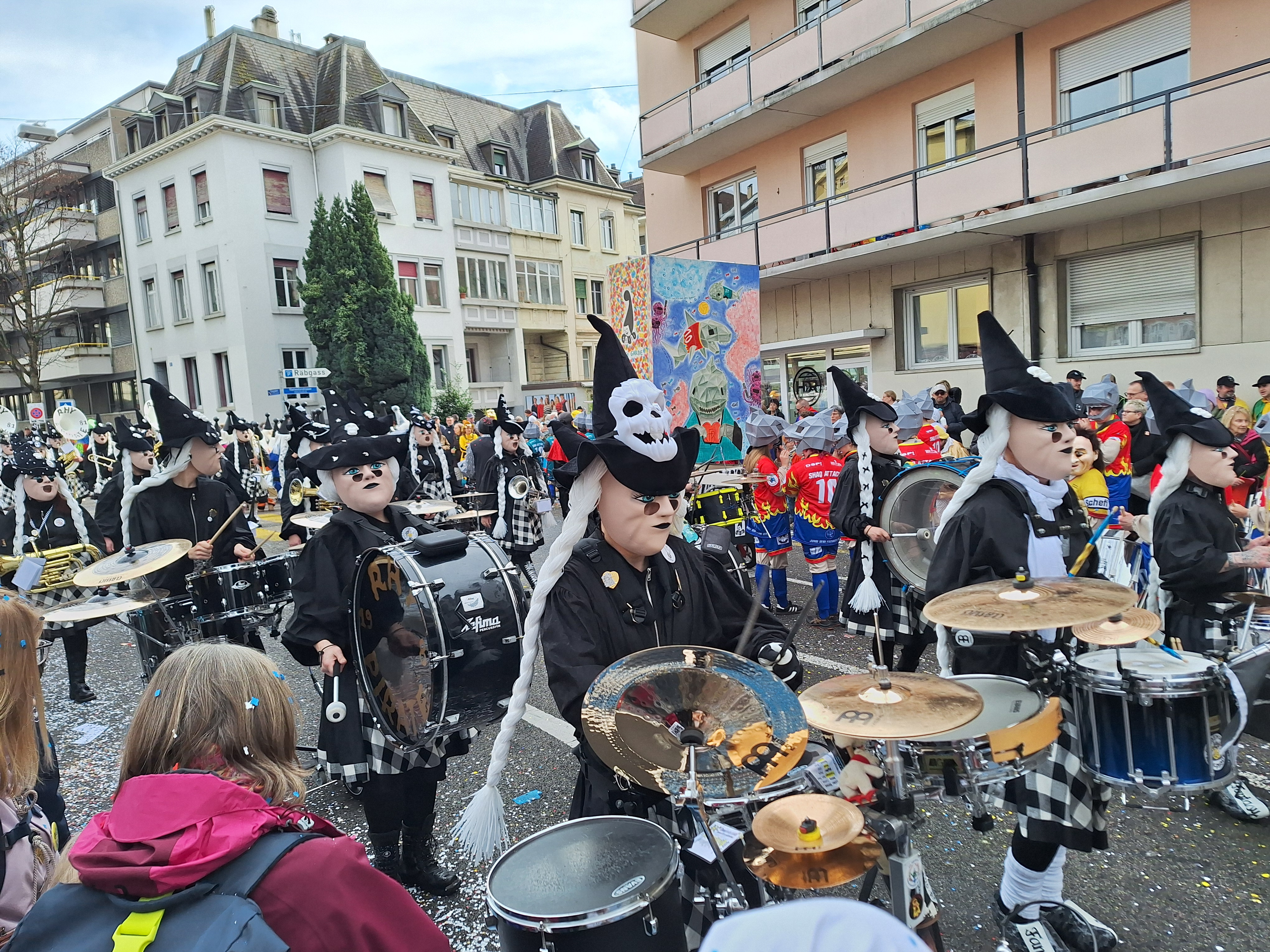
Guggemusik, Basler Fasnacht 2025

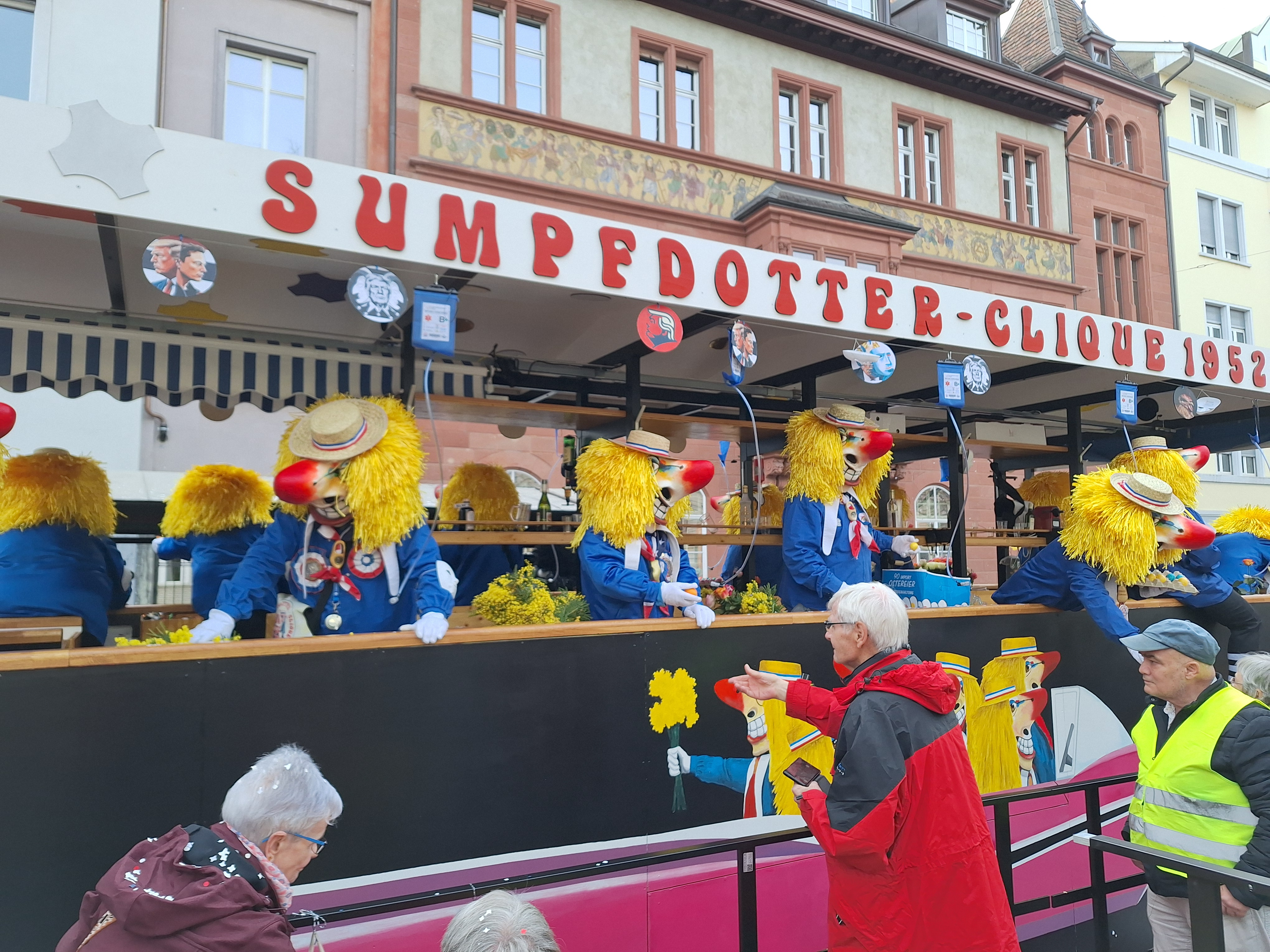
Waggis-Clique, Cortège du Carnaval en 2025

Le 7 décembre 2017, le Carnaval de Bâle est inscrit à l'UNESCO, sur la liste représentative du patrimoine culturel immatériel de l’humanité. Il rejoint la Fête des Vignerons de Vevey, inscrite en 2016. C'est lors du 12e Comité intergouvernemental de sauvegarde du patrimoine culturel immatériel, réuni sur l’île de Jeju en Corée du Sud que cette reconnaissance a eu lieu.

## Histoire
À l'origine le carnaval de Bâle est une fête pour se défouler une dernière fois avant les privations des quarante jours de carême avant Pâques. Les réserves de denrées périssables sont consommées à cette occasion. Il est plutôt réservé aux hommes, mais des femmes masquées les rejoignent rapidement.
Le respect du carême était au Moyen Âge une obligation. La pratique chrétienne originelle imposait de jeûner pendant 40 jours avant le dimanche de Pâques.
Le mot « Fasnacht » soit carnaval en allemand est attesté à Rome pour la première fois au XIIIe siècle et en Suisse en 1283. Le premier évènement à Bâle est documenté pour 1418, à l'exception du Böse Fasnacht de 1376, qui était un tournoi. Le carnaval est une fête pendant lesquelles on festoie, on joute, on parade et on organise des concours. Au XVe siècle le carnaval considéré comme subversif fait l'objet de tentatives de régulation par les autorités, effrayées par les cortèges masqués du commun. Tant les réformateurs, qui le considérait comme une subversion papiste, que les contre-réformateurs tentèrent de le limiter.
Le carnaval redevient populaire au XIXe siècle et comprend des cortèges et des défilés. Le financement par des sociétés spécialisées est organisé. À Bâle le carnaval met en scène des joueurs de fifres et tambours et est également connu pour ses poèmes satiriques.
En raison de la propagation du Coronavirus début 2020, la Suisse décide d'annuler toutes les manifestations rassemblant plus de 1 000 personnes, à partir de fin février. Le Carnaval de Bâle 2020 a par conséquent été annulé.

## L’insigne du carnaval de Bâle

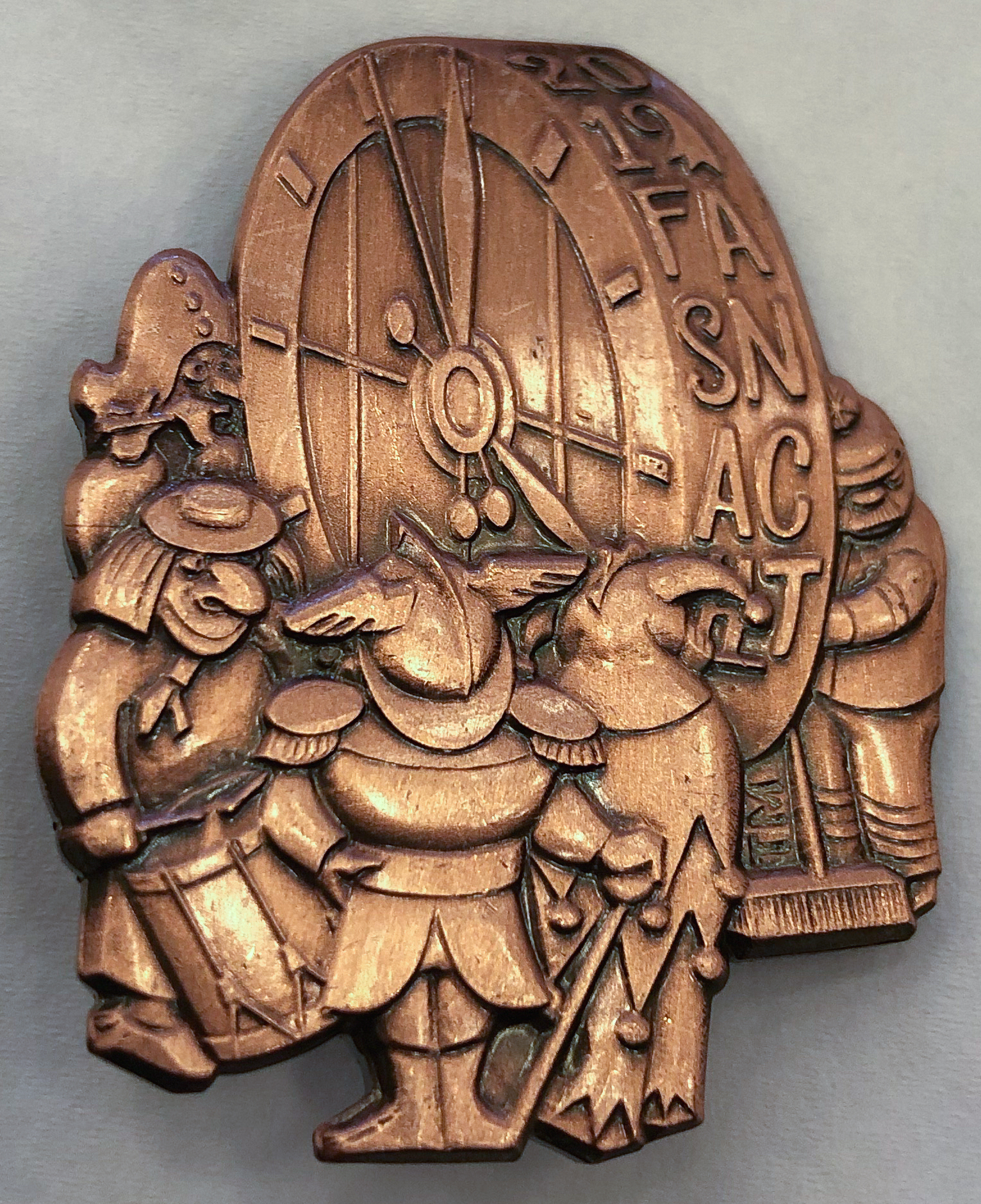
Insigne du carnaval de Bâle 2019

L’insigne nommé « Blaggedde », version bâloise du mot français « Plaquette », tient lieu d’émolument pour le carnaval de Bâle. Son acquisition est facultative mais est très appréciée, car l’argent de la vente permet de subventionner les nombreux groupes carnavalesques participant aux cortèges. Son thème est lié à l'actualité bâloise, nationale ou internationale de l'année.

## Masque d'artiste du carnaval de Bâle

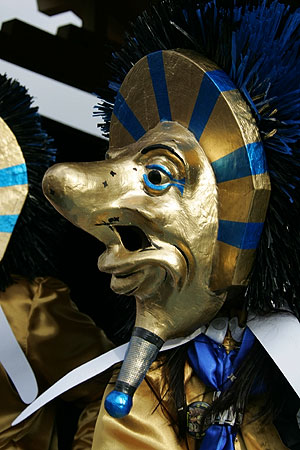
Waggis lors du carnaval de Bâle de 2005
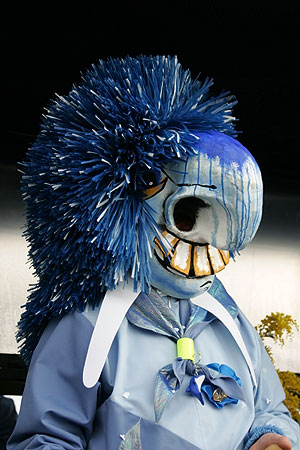
Waggis lors du carnaval de Bâle de 2005
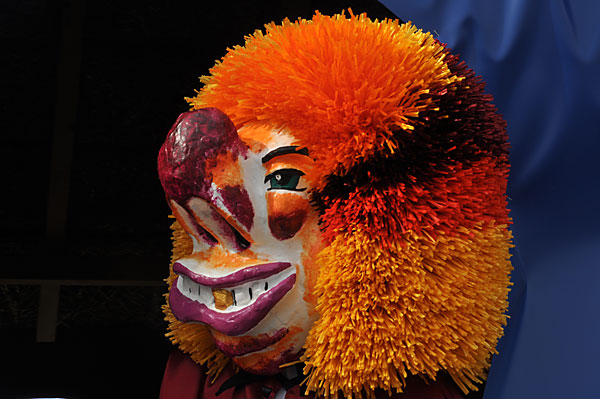
Waggis lors du carnaval de Bâle de 2011

Le larve d'artiste bâlois (Basler Künstlerlarve (de)) a suivi son propre chemin au sein de l'espace linguistique alémanique. Jusqu'au début du XXe siècle, il était utilisé de manière similaire ou identique aux coutumes du carnaval de la région. C'est alors que le premier larve d'artiste est né, un peu par hasard et par nécessité. S'il est devenu une tradition unique en son genre, c'est notamment parce qu'il existait à Bâle une forte concentration d'artistes plasticiens. Ceux-ci ont participé activement au développement du larve de carnaval bâlois et ont exercé une forte influence sur celui-ci.